# Palič
Palič (německy Palitz) je malá vesnice, část obce Lipová v okrese Cheb v Karlovarském kraji. Nachází se asi čtyři kilometry jihovýchodně od Lipové. Je zde evidováno 35 adres. V roce 2011 zde trvale žilo 99 obyvatel.
Palič je také název katastrálního území o rozloze 6,83 km².

## Historie

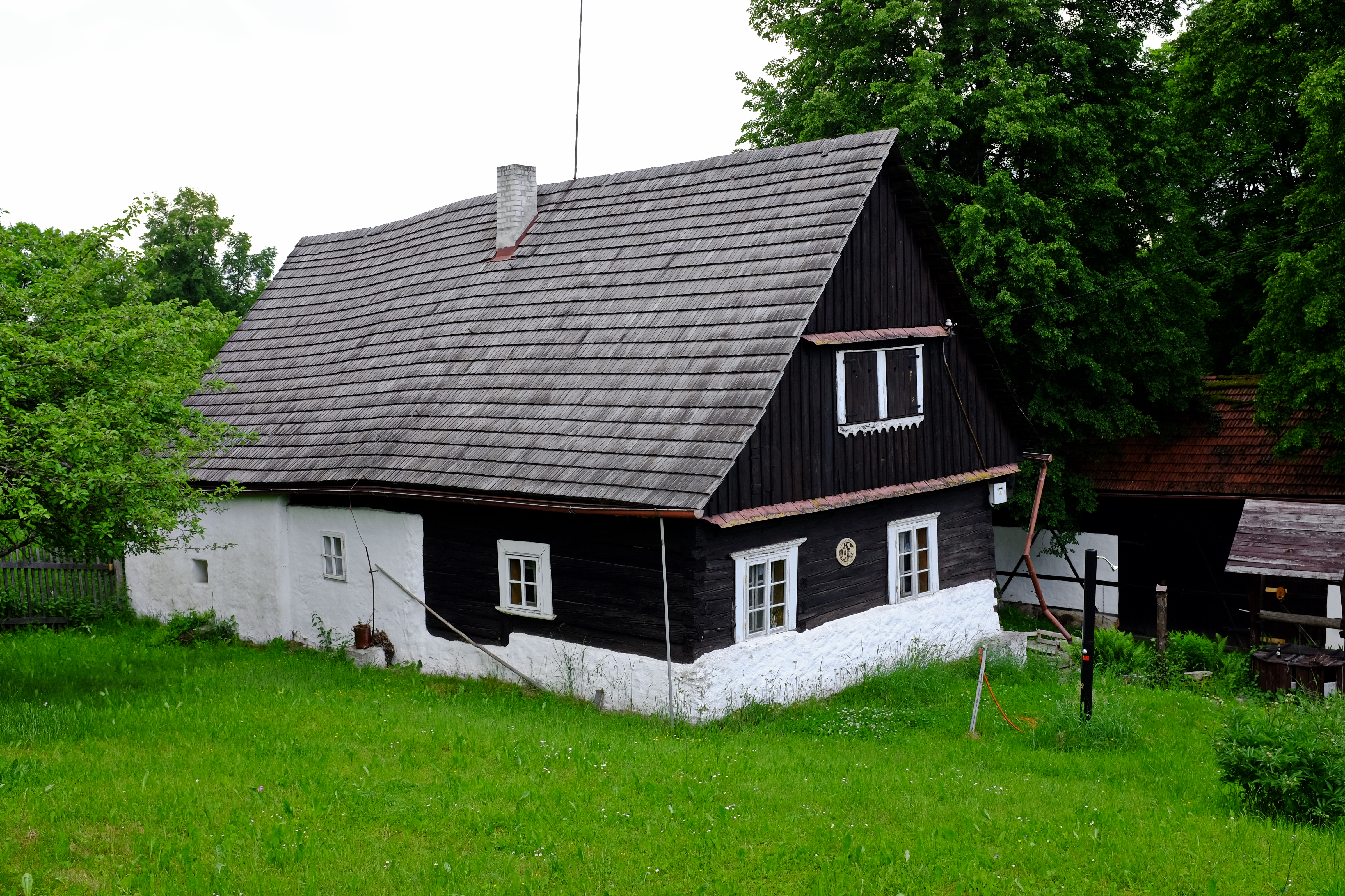
Dům čp. 3

První písemná zmínka o vesnici pochází z roku 1292,
kdy ji drželi Leuchtenberkové, kteří ji zastavili chebskému měšťanovi Heřmanovi Häckelovi. Ten ji týž rok přenechal Frankengrünerům. Od nich získal vesnici chebská měšťanská rodina Meinlů. Krátce nato přešla vesnice jako léno do majetku kláštera Waldsassen. Jako první bylo založeno snad ve 14. století gotické sídlo. Dodnes se dochoval okrouhlý pahorek. Zřejmě na přelomu 15. a 16. století byla vystavěna nová tvrz, jako náhrada za nevyhovují tvrz. Jednalo se o jednopatrovou obdélnou budovu o rozměrech 23 x 14 metrů, krytou mansardovou střechou. Z popisu vyplývá, že se dochovalo renesanční jádro.

## Obyvatelstvo
Při sčítání lidu v roce 1921 zde žilo 379 obyvatel, z nichž byl jeden Čechoslovák, 366 obyvatel německé národnosti a 12 cizozemců. K římskokatolické církvi se hlásilo 377 obyvatel, dva k evangelické.
| Rok            | 1869 | 1880 | 1890 | 1900 | 1910 | 1921 | 1930 | 1950 | 1961 | 1970 | 1980 | 1991 | 2001 | 2011 | 2021 |
| -------------- | ---- | ---- | ---- | ---- | ---- | ---- | ---- | ---- | ---- | ---- | ---- | ---- | ---- | ---- | ---- |
| Počet obyvatel | 491  | 458  | 439  | 420  | 405  | 379  | 403  | 129  | 142  | 124  | 96   | 99   | 99   | 99   | 92   |
| Počet domů     | 74   | 75   | 76   | 72   | 72   | 71   | 70   | 66   | -    | 28   | 27   | 29   | 30   | 33   | 31   |

## Obecní správa
Při sčítání lidu v letech 1850–1959 Palič byl samostatnou obcí v okrese Cheb. Od roku 1960 je částí obce Lipová v okrese Cheb.

## Pamětihodnosti
- Kostel svaté Anny – zchátralý kostel, který opravuje spolek Život na Dyleň. V roce 2016 se zde poprvé po 70 letech konala mše svatá na svátek patronky kostela, svaté Anny.
- Venkovská usedlost čp. 3